# جورج ميلر (لاعب كرة قدم بريطاني)
جورج ميلر (بالإنجليزية: George Miller)‏ (25 نوفمبر 1991 في المملكة المتحدة - ) هو لاعب كرة قدم بريطاني في مركز الوسط. لعب مع بريستون نورث إيند ونادي أكرينغتون ستانلي وChester F.C. ‏ ونادي غلوستر سيتي وفروم تاون ‏.

## وصلات خارجية
- جورج ميلر على موقع قاعدة بيانات كرة القدم.إي يو (الإنجليزية)
- جورج ميلر على موقع Soccerway.com (الإنجليزية)